# زعيم سياسي (لبنان)

الزعيم السياسي هو نظام محسوبية فاسد في لبنان. الزعيم السياسي، الزعيم ينتمي إلى عائلة قيادية في الدوائر الانتخابية في البلاد. يتلاعبون بالانتخابات ويوزعون الخدمات السياسية والمكافآت المالية على من يدفع أعلى سعر. يجوز للزعيم أن يترشح لمنصب أو يشجع على التصويت لشخص آخر من طائفته. غالبًا ما يحصل على الأصوات من خلال الرشوة أو القوة. يرى الأفراد المنتخَبون في برلمان أن هدف الزعيم الأساسي هو خدمة احتياجات عملائه المحليين، وإهمال أي قضايا وطنية واستخدام البرلمان لتعزيز مصالحه الإقليمية والطائفية . كان الزعيم يرتدي بدلات أوروبية مفصلة مما ضلل الكثير من الزوار في ذلك الوقت.  طبقًا لأسعد أبو خليل ، أصبح العديد من الزعامات أمراء حرب خلال الحرب الأهلية اللبنانية (1975-1990). وذكر أيضًا أنها غالبًا ما تكون مدعومة من قبل الحكومات الأجنبية ، والتي من خلالها تلعب السفارات الأجنبية دورًا في اتخاذ القرارات السياسية في لبنان. 

## زعماء لبنانية بارزة
- حسن نصرالله
- نبيه بري
- كمال جنبلاط
- وليد جنبلاط
- جوزيف سكاف
- صائب سلام
- سليمان فرنجية
- ماجد أرسلان
- كامل اسعد
- رياض الصلح
- هنري فيليب فرعون
- ريمون إده
- رفيق الحريري
- سعد الحريري
- أمين الجميل
- بشير الجميل
- كميل شمعون

## أنظر أيضا
- الحرب الأهلية اللبنانية
- سياسة لبنان